# Paul Van Cauwenberge

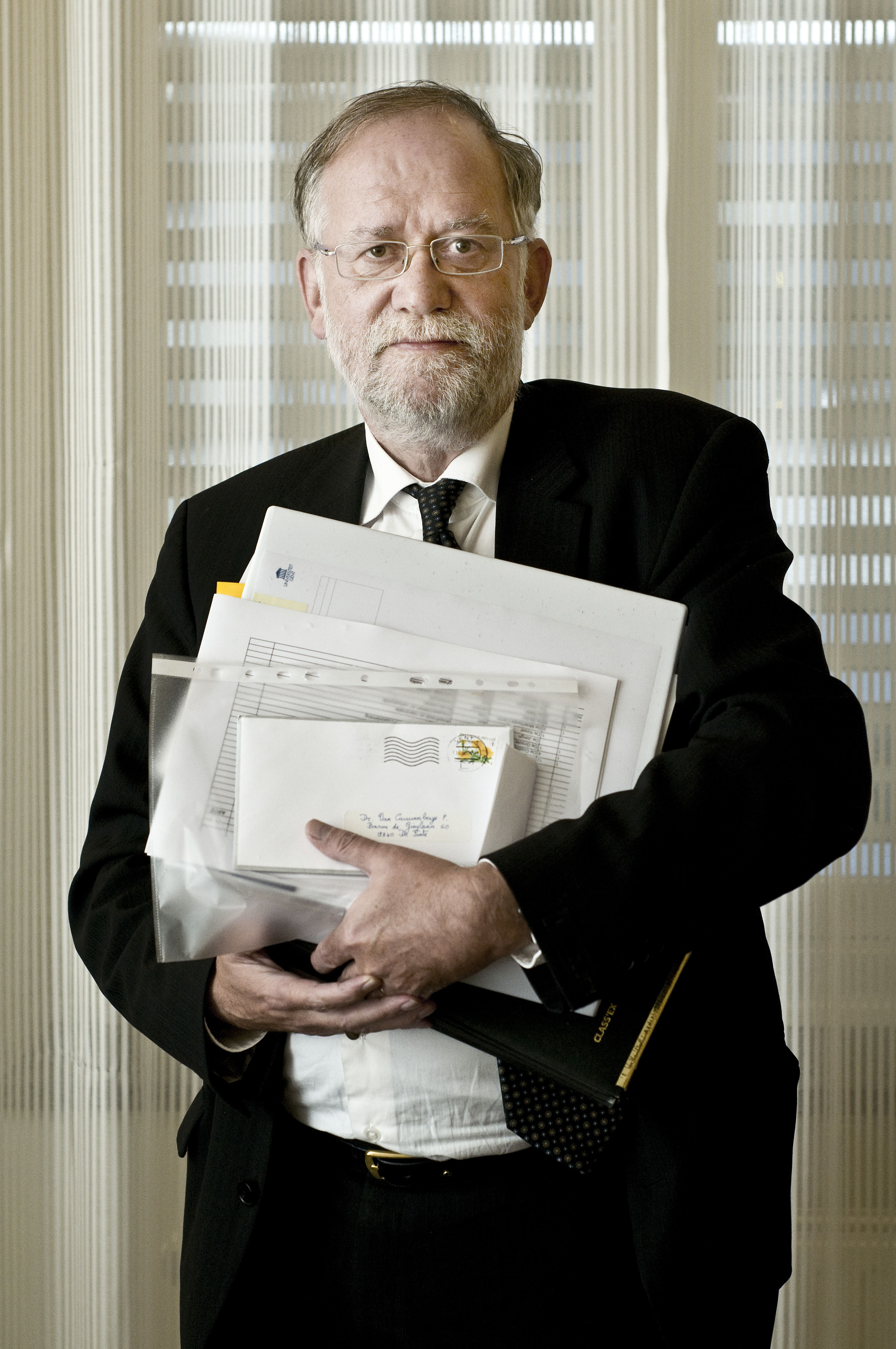
Paul Van Cauwenberge (2008)

Paul Van Cauwenberge (Zottegem, 1 april 1949) is gewoon hoogleraar in de neus-keel-oorkunde aan de faculteit Geneeskunde en Gezondheidswetenschappen van de Universiteit Gent. Verder is hij voorzitter van de Vlaamse Interuniversitaire Raad. Van 1 oktober 2005 tot 1 oktober 2013 was Van Cauwenberge rector van de Universiteit Gent. Hij werd opgevolgd door Anne De Paepe.

## Biografie
Van Cauwenberge startte zijn loopbaan aan de UGent in 1973. Hij was van 1999 tot 2004 onder meer decaan van de faculteit Geneeskunde en Gezondheidswetenschappen en vervulde sinds 1978 verschillende mandaten in de Raad van Bestuur en het Bestuurscollege van de Universiteit Gent.
Van Cauwenberge leidde als rector de Universiteit Gent vanaf 1 oktober 2005 tot en met 30 september 2013. Hij werd hierin bijgestaan door Luc Moens als vicerector.
Als student was Van Cauwenberge actief in het verenigingsleven aan de Universiteit Gent. Zo was hij voorzitter van het FK en VGK.
Als rector heeft hij ingezet op het versterken van het wetenschappelijk onderzoek aan de universiteit en het opblinken van het verouderde imago als rijksuniversiteit. Zo werd er via de bekroonde durf denken-campagnes een vernieuwd UGent-gemeenschapsgevoel opgebouwd. Verder was hij vurig pleitbezorger voor meer sport voor en door studenten. In dit kader was hij de drijvende kracht achter de Ghent Student Regatta. Door zijn open houding naar de studenten toe, ook in de vorming van het beleid, was hij als rector populair binnen deze groep. In 2009 werd hij Zottegems ereburger en ridder in de Orde van Sotto.
Op 1 oktober 2013 werd hij als rector opgevolgd door Anne De Paepe. Op diezelfde datum werd hij aangesteld als voorzitter van de Hogeschool Gent.
- Biblioteca Nacional de España: XX1219755
- MusicBrainz: 3dc505cb-70e4-486c-ae1b-ef4f102ffc4a
- Nationale Bibliotheek van Tsjechië: xx0122690
- Virtual International Authority File: 33417058